# Любув (Любуське воєводство)
Любув (пол. Lubów) — село в Польщі, у гміні Тожим Суленцинського повіту Любуського воєводства.
Населення — 216 осіб (2011).
У 1975-1998 роках село належало до Зеленогурського воєводства.

## Демографія
Демографічна структура станом на 31 березня 2011 року:
|          | Загалом | Допрацездатний вік | Працездатний вік | Постпрацездатний вік |
| -------- | ------- | ------------------ | ---------------- | -------------------- |
| Чоловіки | 108     | 35                 | 70               | 3                    |
| Жінки    | 108     | 39                 | 60               | 9                    |
| Разом    | 216     | 74                 | 130              | 12                   |